# ノッポさんのパソコンとあそぼう
ノッポさんのパソコンとあそぼうは、1997年8月4日から1997年8月23日までNHK教育テレビジョンで放送されていたテレビ番組。

## 概要
子ども向けパソコンの学習番組。1997年度の『夏のテレビクラブ』で放送。

## 出演者
- ノッポさん：高見映
- キミちゃん：古家貴代美
- ズビ博士：玉木宏樹
- ダバ博士：駄馬寛
- ツバサ助手：山根翼
- リョウくん：永井領

## 放送リスト
| 回 | タイトル                  | 初回放送日    |
| -- | ------------------------- | ------------- |
| 1  | パソコンで楽器がひけるの? | 1997年8月4日  |
| 2  | ひらめきの名曲を楽譜に    | 1997年8月5日  |
| 3  | あなたも大作曲家          | 1997年8月6日  |
| 4  | 音のたし算で名曲に        | 1997年8月7日  |
| 5  | しゃっくりが音楽に?       | 1997年8月8日  |
| 6  | どうぶつオーケストラ      | 1997年8月9日  |
| 7  | あなたも絵かきさん        | 1997年8月11日 |
| 8  | あなたも天才ピカソ        | 1997年8月12日 |
| 9  | あなたもマネやモネ        | 1997年8月13日 |
| 10 | あなたも世界めぐり        | 1997年8月14日 |
| 11 | あなたの顔も大ヘンシン    | 1997年8月15日 |
| 12 | 3Dってなあに?             | 1997年8月16日 |
| 13 | 絵ハガキをつくろう!       | 1997年8月18日 |
| 14 | 絵日記をつくろう!         | 1997年8月19日 |
| 15 | 動く絵をつくろう!         | 1997年8月20日 |
| 16 | お話をつくろう! 1         | 1997年8月21日 |
| 17 | お話をつくろう! 2         | 1997年8月22日 |
| 18 | お話をつくろう! 3         | 1997年8月23日 |